# Чому я не мусульманин
Чому я не мусульманин (англ. Why I Am Not a Muslim) — книга написана Ібном Варраком, критиком Ісламу та Корану. Вперше опублікована видавництвом Prometheus Books у США в 1995 році. Назва книги є похідною від есе Бертрана Рассела, Чому я не християнин, в якому Рассел критикує релігію, в якій він був вихований.
Авторська «полеміка» критикує ісламську міфологію, теологію, історичні досягнення та сучасний культурний вплив. Варрак, на основі попередніх досліджень, надає «безцінну компіляцію» недоліків ісламу. Він «робить переконливу справу», що іслам «абсолютно несумісний» з «індивідуальними правами і свободами ліберальної, демократичної, світської держави»

## Редактори
- Prometheus Books (hardcover), 1995, ISBN 0-87975-984-4
- (Французька) Age d'homme, (1999), ISBN 2-8251-1259-3
- (Перська), 2000
- Prometheus Books (paperback), 2003, ISBN 1-59102-011-5
- (Іспанська) Ediciones del Bronce, Barcelona, 2003 ISBN 84-8453-146-5
- (Данська) Lindhardt og Ringhof, 2004, ISBN 87-595-2065-5